# Liolaemus ortizii
Liolaemus ortizii är en ödleart som beskrevs av  Laurent 1982. Liolaemus ortizii ingår i släktet Liolaemus och familjen Tropiduridae. Inga underarter finns listade i Catalogue of Life.